# No Time To Spy: A Loud House Movie
No Time To Spy: A Loud House Movie (The Loud House: No hay tiempo para espiar en Hispanoamérica y Sin tiempo para espiar: Una peli de Una casa de locos en España) es una película de animación estadounidense de 2024 de comedia, acción y espionaje basada en la serie animada de televisión del mismo nombre y dirigida por Kyle Marshall. Es la secuela de The Loud House Movie, y es, a su vez, el tercer largometraje animado y el quinto en total de la franquicia de The Loud House. Está protagonizada por el elenco de voces habitual de la serie, conformado por Bentley Griffin, Brian Stepanek, Jill Talley, Catherine Taber, Liliana Mumy, Nika Futterman, Christina Pucelli, Jessica DiCicco, Grey Griffin y Lara Jill Miller, quienes repiten sus respectivos papeles de la serie y de la película anterior. Además, incluye a Alex Cazares y Piotr Michael, quien este último también repite su rol de la serie como la voz de Albert, mientras que Jennifer Coolidge es sustituida por Alex Cazares como la voz de Myrtle. La película, situada entre la sexta temporada y la séptima temporada de The Loud House, sigue a la familia Loud en un viaje vacacional a una isla tropical para celebrar el matrimonio de Albert Loud (Michael), abuelo de Lincoln (protagonista de la serie) y sus diez hermanas, y Myrtle (Cazares), una agente secreto retirada. Las cosas cambian para todos cuando un antiguo enemigo de Myrtle aparece en la isla, y tanto Lincoln (Griffin) como el resto de su familia se ven involucrados en su nueva misión de espionaje para vencerlo.
Whitney Wetta y Jeffrey Sayers escribieron el guion. El equipo creativo de la sala de escritores de la serie imaginó una historia de espionaje de The Loud House durante la producción de la sexta temporada, pero no se concretaron planes hasta que Nickelodeon consideró hacer otra cinta basada en la serie. El filme fue producido por Nickelodeon Movies y Nickelodeon Animation Studio, y su animación fue realizada por Jam Filled Entertainment de Canadá. Michael Rubiner, del equipo de producción de la serie, retomó el cargo de productor ejecutivo. Jonathan Hylander compuso la banda sonora. El título de la película es un juego de palabras con el título del largometraje de 2021, No Time to Die, vigesimoquinta película de la serie cinematográfica de James Bond.
No Time To Spy: A Loud House Movie se lanzó en el servicio de transmisión de video Paramount+ el 21 de junio de 2024, a la par de un estreno televisivo en Nickelodeon ese mismo día. No Time To Spy es la primera película animada de The Loud House emitida en televisión.

## Sinopsis
Lincoln y los Loud están emocionados por dar la bienvenida a su nueva abuela, Myrtle, a la familia con una celebración de boda tropical; pero las festividades se terminan cuando un viejo némesis del pasado de agente secreto de Myrtle aparece en la isla. Después de que Myrtle es secuestrada, Lincoln lleva a su familia a la misión de súper espía de sus sueños para salvarla... ¡y al mundo!

## Reparto
- Bentley Griffin como Lincoln
- Alex Cazares como Myrtle
- Piotr Michael como Albert «Pop-Pop» Loud, Boat Henchman, y Karaoke Patron
- Brian Stepanek como Lynn Sr.,[nota 2] Todd, y Cargo Shorts Henchman
- Amy Sedaris como Fifi
- Jessica DiCicco como Lynn y Lucy
- Lara Jill Miller como Lisa
- Jill Talley como Rita[nota 3] y Voz de computadora
- John DiMaggio como Mr. Grouse, Flop, y Henchman Mo
- Grey DeLisle como Lola, Lana, y Lily
- Paul Wight como Ham Hand
- Catherine Taber como Lori
- Chester Rushing como Owen y Guardia #1
- Jaeden White como Clyde
- Sarah Niles como X
- Nika Futterman como Luna
- Dan Fogler como Rufus Dufus[nota 4]
- Cristina Pucelli como Luan
- Liliana Mumy como Leni
- Khary Payton como Harold

## Producción
De acuerdo con Miguel Puga, artista y supervisor de guion gráfico en la serie, la producción de la película inició dos meses después de que entrara a producción Los Casagrande: La película, filme de la serie spin-off Los Casagrande dirigido por Puga y segundo largometraje animado y cuarto en total de la franquicia de The Loud House. En marzo de 2022, la cuenta no oficial de Twitter Lori Loud publicó una imagen referente al ciclo de producción de tres películas animadas de la franquicia en la que se mencionaba que la secuela sería lanzada en 2023 por Paramount+. Para ese entonces, expiraría el acuerdo de producción y distribución entre Viacom y Netflix para desarrollar películas y series originales basadas en las propiedades de Nickelodeon, bajo el cual se produjo la primera película de la franquicia lanzada en 2021.
En enero de 2023, el editor de cine y televisión, Matthew Shaw, publicó en el curriculum de su perfil en LinkedIn que, entre septiembre y diciembre de 2022, había trabajado como editor asociado de imagen en la película, la cual llevaba por título provisional, The Loud House Movie 2. Poco después, Shaw tuvo que actualizar su perfil para retirar el título de producción de la cinta debido a que esta aún no había sido anunciada de forma oficial. El 26 de abril de 2024, Nickelodeon anunció una secuela de The Loud House Movie, titulada No Time To Spy: A Loud House Movie. Ese mismo día, Miguel Puga reveló que Kyle Marshall, artista de storyboard, productor ejecutivo y director general de la serie, estaba vinculado a la producción de la película. En mayo de 2024, Nickelodeon lanzó el primer avance de la secuela, así como el póster oficial de la misma.

## Estreno
No Time To Spy: A Loud House Movie fue estrenada en Paramount+ y en Nickelodeon 21 de junio de 2024. Al día siguiente, ósea el 22 de junio del 2024, la película fue estrenada en México igual en Paramount + y Nickelodeon. El 23 de junio de 2024, la película se estrenó en el resto del mundo igualmente en Nickelodeon y Paramount +.